# Zico Buurmeester
Zico Buurmeester, né le 7 juin 2002 à Egmond aan den Hoef aux Pays-Bas, est un footballeur néerlandais qui joue au poste de milieu central à l'AZ Alkmaar.

## Biographie

### En club
Né à Egmond aan den Hoef aux Pays-Bas, Zico Buurmeester est formé par l'AZ Alkmaar, qu'il rejoint en 2012 en provenance de Zeevogels. Le 24 janvier 2024, Buurmeester signe son premier contrat professionnel avec l'AZ, le liant au club jusqu'en juin 2022. 
Il joue son premier match avec l'équipe première le 5 décembre 2021 face au Sparta Rotterdam, faisant par la même occasion sa première apparition en Eredivisie, la première division néerlandaise. Il entre en jeu à la place de Fredrik Midtsjø et son équipe s'impose par trois buts à un.
Le 17 juillet 2023, Zico Buurmeester prolonge son contrat avec l'AZ jusqu'en juin 2026. Le jour suivant il rejoint le PEC Zwolle sous la forme d'un prêt d'une saison.
Buurmeester fait son retour à l'AZ en vue de la saison 2024-2025. Il fait notamment ses débuts en Ligue Europa, jouant son premier match dans la compétition le 25 septembre 2024 contre l'IF Elfsborg. Il entre en jeu à la place de Sven Mijnans et son équipe s'impose par trois buts à deux.
Le 7 avril 2025, Buurmeester prolonge son contrat avec l'AZ jusqu'en juin 2028.